# لا بوولت (داکوتای جنوبی)
لا بوولت(به انگلیسی: La Bolt) شهری در ایالت داکوتای جنوبی کشور ایالات متحده آمریکا است که جمعیت آن در سرشماری سال ۲۰۱۰ میلادی، ۶۸ نفر بوده‌است.